# Шефердия
Шефе́рдия (лат. Shephérdia) — род растений семейства Лоховые, включающий в себя 3 вида небольших кустарников, произрастающих в Северной Америке. Плоды шефердий — красные ягодовидные сфалерокарпии с еле заметными белыми точками. Они съедобны для человека, но имеют горьковато-кислый вкус (кисло-сладкий, вяжущий). После их употребления остаётся также ощущение сухости во рту.
Шефердия двудомна - для опыления нуждается в наличии мужского и женского растения.
Плоды шефердий служат пищей для некоторых диких животных, прежде всего для медведей. Ими также питаются личинки некоторых видов чешуекрылых, в частности, Coleophora elaeagnisella.

## Виды
По информации базы данных The Plant List, род включает 3 вида:
- Shepherdia argentea — Шефердия серебристая
- Shepherdia canadensis — Шефердия канадская
- Shepherdia rotundifolia — Шефердия круглолистная

## Фотографии

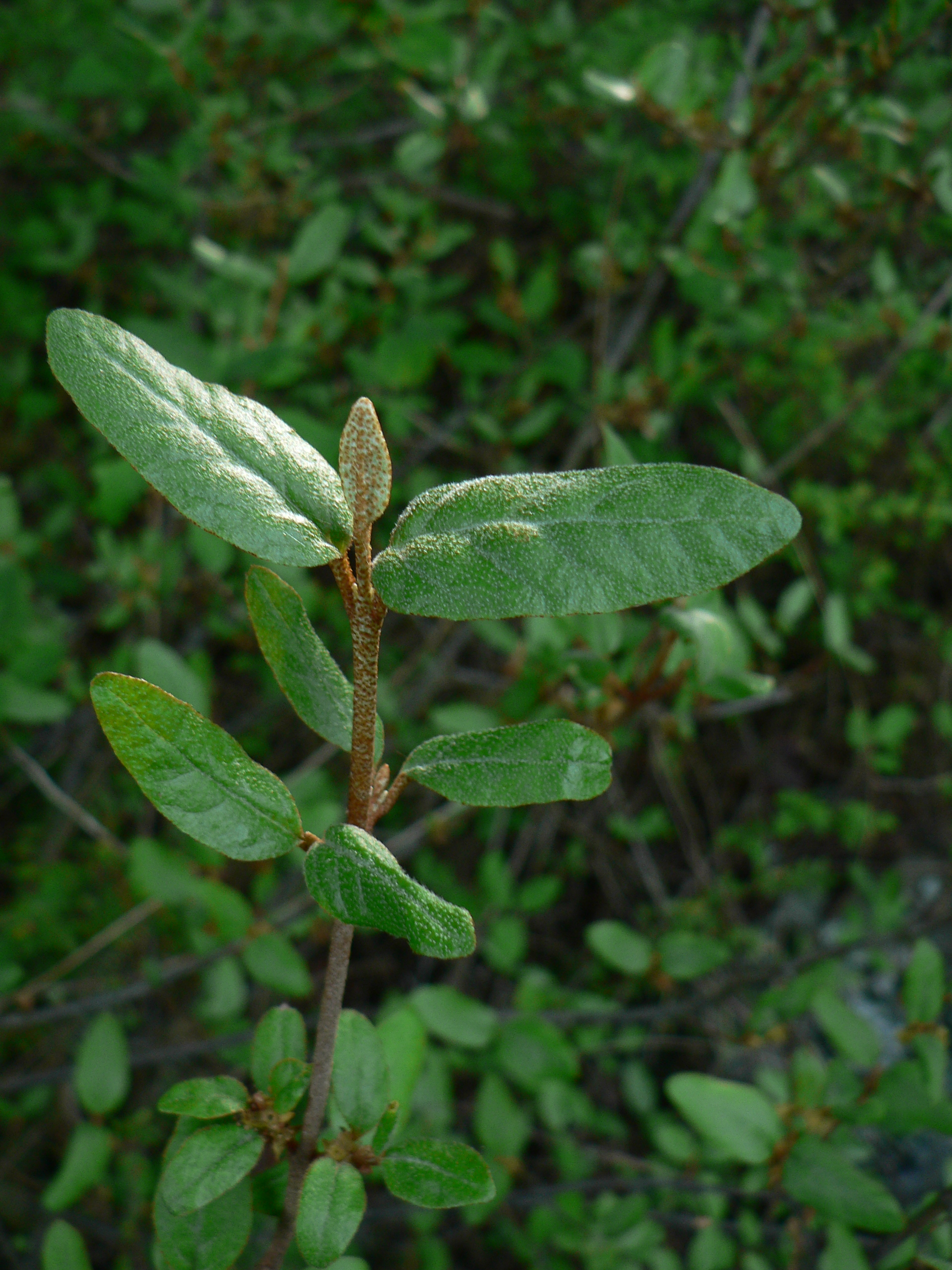
Shepherdia canadensis
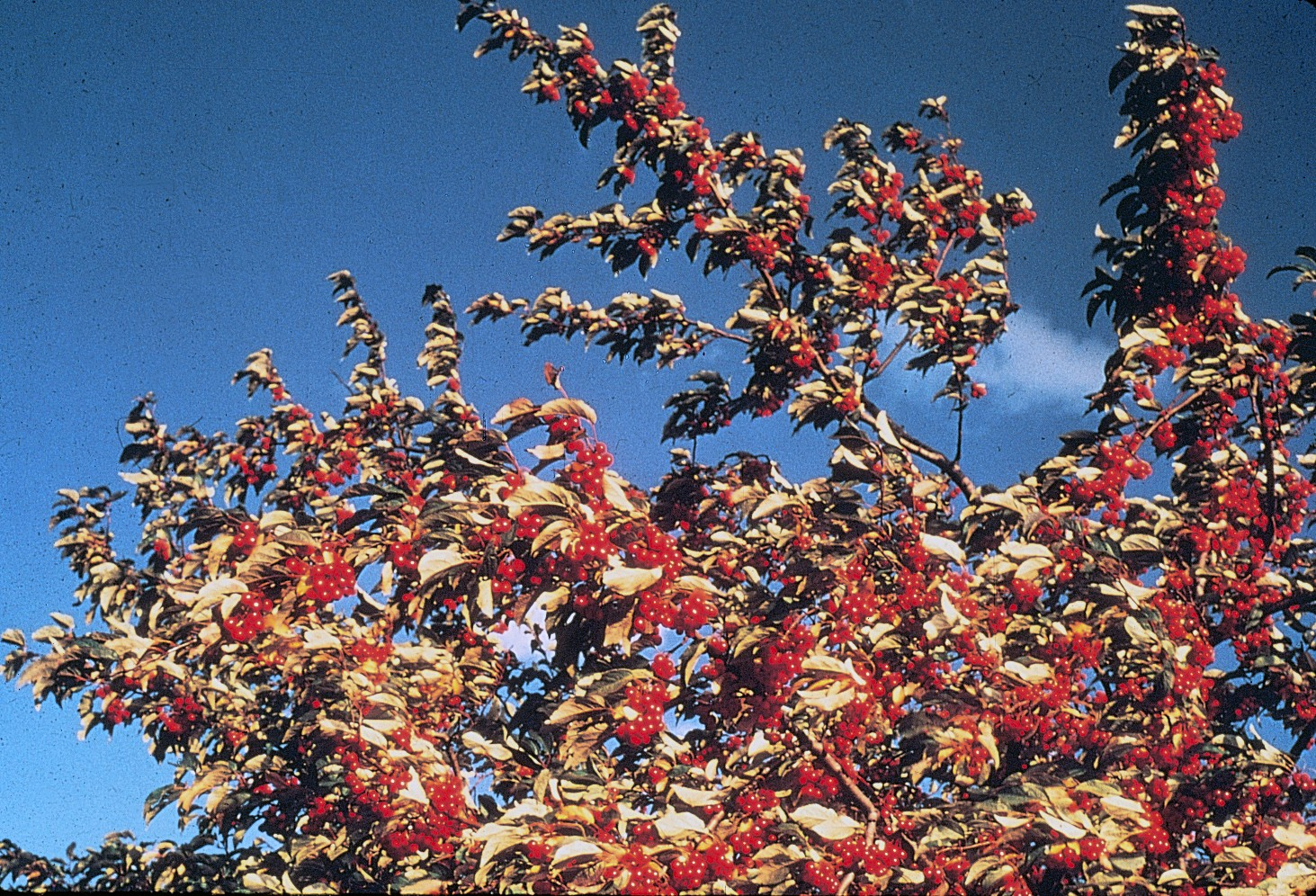
Shepherdia argentea